# Entoloma inocybiforme
Entoloma inocybiforme är en svampart som beskrevs av Murrill 1917. Entoloma inocybiforme ingår i släktet Entoloma och familjen Entolomataceae.   Inga underarter finns listade i Catalogue of Life.